# Басак Олександр Олександрович
Олекса́ндр Олекса́ндрович Басак (Бисак; 1989—2014) — старший солдат Державної прикордонної служби України, учасник російсько-української війни.

## Життєпис
Народився 1989 року в селі Пантаївка (Олександрійська міська рада, Кіровоградська область).
Призваний за мобілізацією. Патрульний — за рахунок посади молодшого інспектора прикордонної служби 2 категорії — 2-го відділення інспекторів прикордонної служби відділу прикордонної служби «Іловайськ» ІІ категорії.
Загинув 31 липня 2014-го під час обстрілу близько 3-ї години ночі 31 липня 2014 року в складі диверсійно-розвідувальної групи біля Василівки (Амвросіївський район) при обстрілі терористами з мінометів та гранатометів. Тоді ж загинули Сергій Гулюк, Олег Паршутін, Юрій Філіповський, Ростислав Черноморченко.
Не одружений, єдина дитина у батьків.
Похований у селі Пантаївка 2 серпня 2014-го.

## Нагороди та вшанування
- 8 серпня 2014 року — за особисту мужність і героїзм, виявлені у захисті державного суверенітету та територіальної цілісності України, вірність військовій присязі під час російсько-української війни, відзначений — нагороджений орденом «За мужність» III ступеня
- 15 листопада 2019 року в селі Пантаївка відкрито пам'ятний знак на честь Олександра Басака.